# Domingo María de Servidori

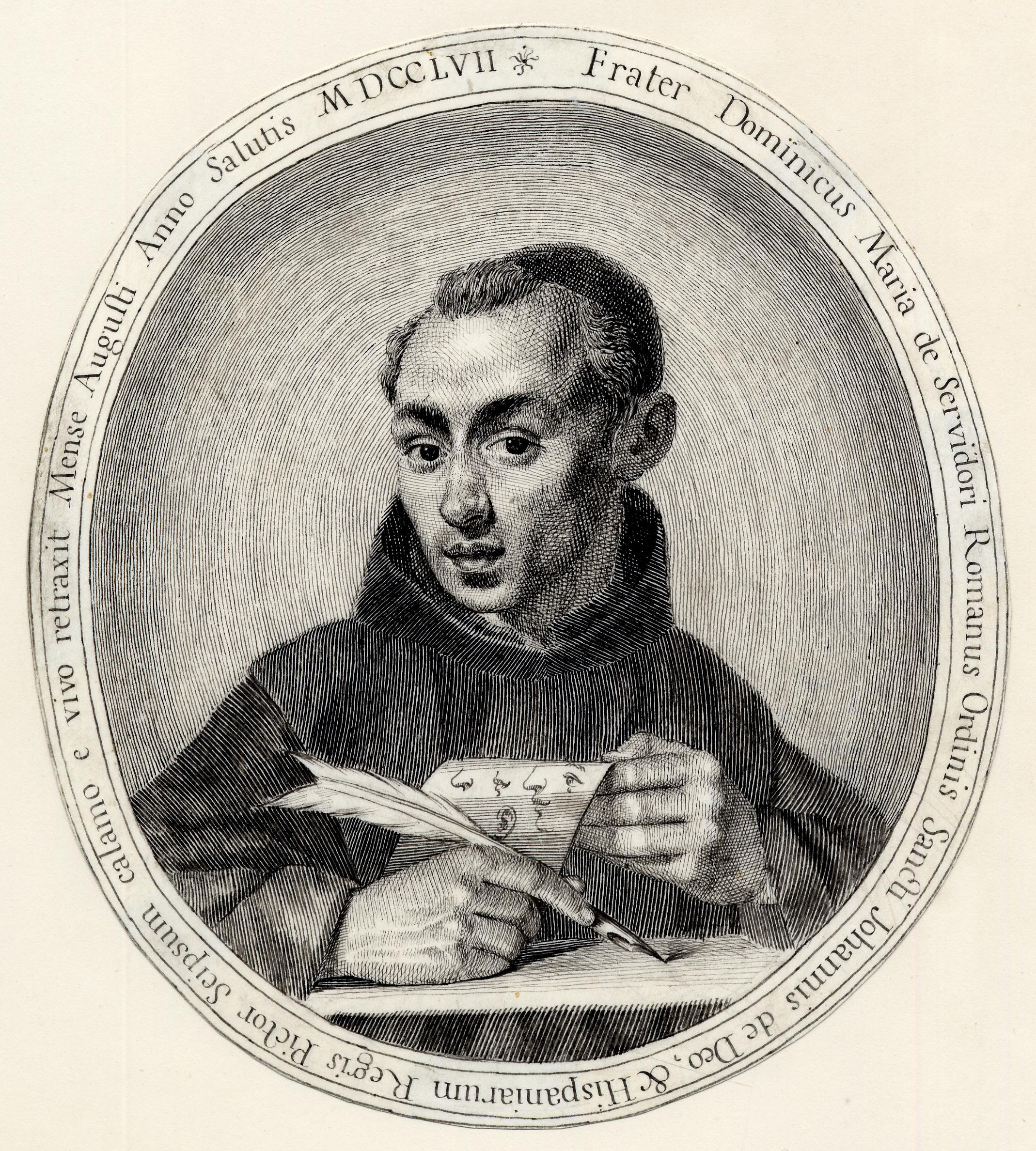
Autorretrato (1757), dibujo a pluma y tinta negra sobre vitela. Londres, British Museum.

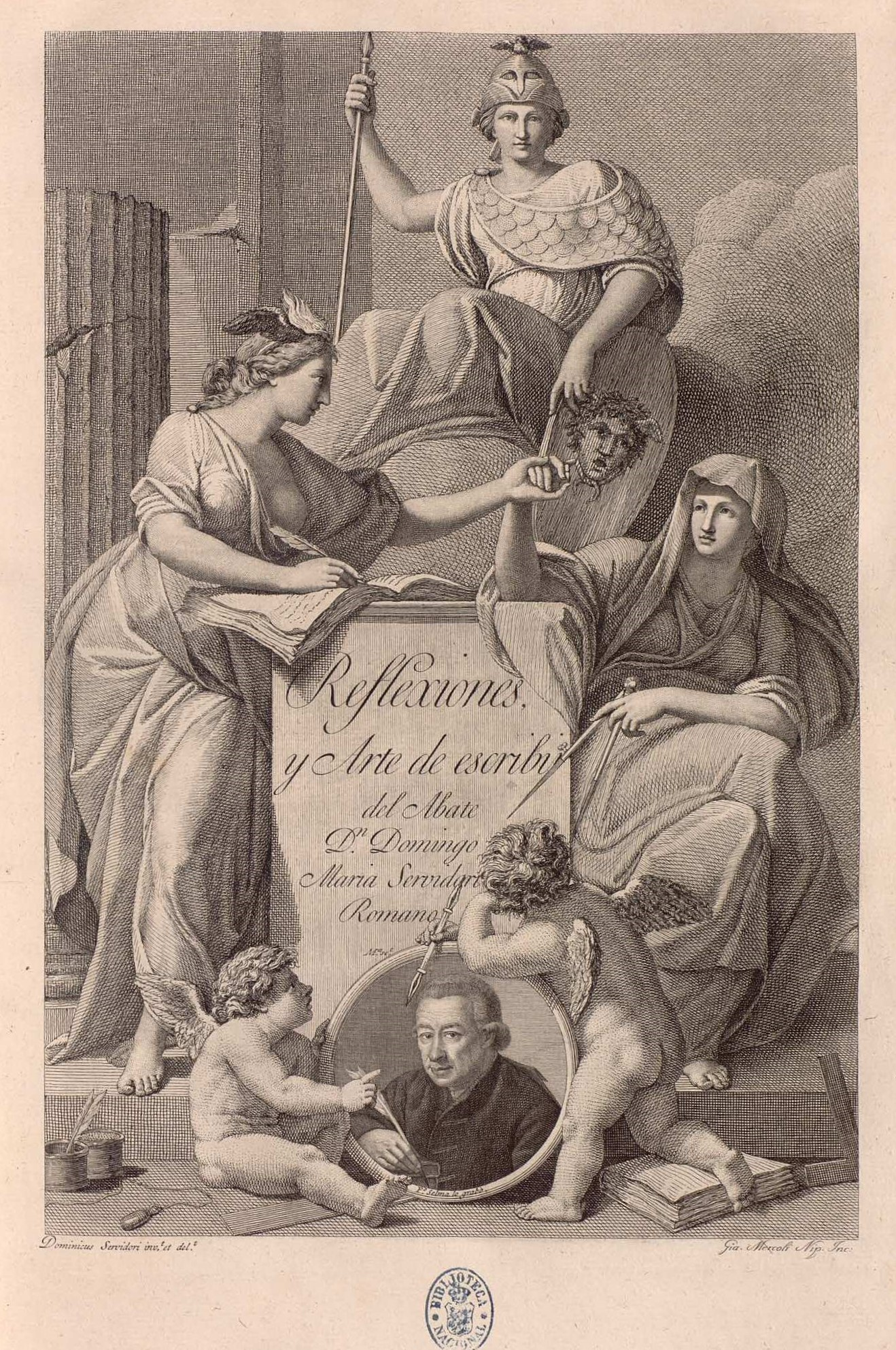
Frontispicio de Reflexiones sobre la verdadera arte de escribir, tomo I, Madrid, Imprenta Real, 1789. Biblioteca Nacional de España.

Domingo María de Servidori (Roma, c. 1724-Madrid, 1790), religioso de la Orden Hospitalaria de San Juan de Dios, dibujante, calígrafo y maestro de escritura italiano establecido en 1754 en España, donde en 1757 fue nombrado «Pintor de pluma del Rey».
Nacido en Roma, hijo de Pedro Servidori y Catalina Marconi, el año de su nacimiento se deduce de la edad de sesenta y seis años que consta tenía en el momento de su muerte. Según informaciones facilitadas por él mismo, estudió primero con el genovés padre Antonio Piaggio, maestro de la escuela de San Pantaleón en Roma y amanuense en la Biblioteca Vaticana, perfeccionándose luego con el abate Domingo Pucci di Urbino. Consta por su firma que era fraile de la Orden de san Juan de Dios, pero se desconoce la fecha de ingreso. En 1754 se trasladó a Madrid y en 1757 Fernando VI le dio título de pintor regio, como hacía constar en un autorretrato juvenil conservado en el British Museum, fechado en el mes de agosto de 1757, con una inscripción en la orla que lo identifica como religioso romano y pintor del rey de España: «Frater Dominicus Maria de Servidori Romanus Ordinis Sancti Johannis de Deo, & Hispaniarum Regis Pictor Seipsum calamo e vivo retraxit Mense Augusti Anno Salutis MDCCLVII».
Carlos III le confirmó en el puesto y encargó numerosos dibujos con motivos de la historia y la literatura grecorromanas, asuntos devotos en miniatura y algún retrato. En el Archivo General de Palacio se conservan las detalladas cuentas de gastos que presentaba por estos dibujos, en los que incluía conceptos como los estudios de «cuatro manos, dos de hombres y dos de mujeres y un león de Teseo, sacado del León muerto en el Retiro», por los que pedía 44 reales de vellón. Muestras de su trabajo como dibujante, siempre caracterizado por la minuciosidad, se encuentran en el British Museum, propietario, además de su autorretrato de 1757, de un dibujo de santa Rosalía con la inscripción «A mi Señora Doña Rosalía Ramos Obsequia este corto trabajo de Pluma el Abate Domingo María de Servidori Romano Pintor de S. M. // hizo en el 1775»; el Museo del Prado (Autorretrato, Muerte de Egisto y Clitemnestra, 1774, y Muerte de Agripina, 1775) y la Biblioteca Nacional de España (La muerte de Lucrecia, 1765, Luis IX adorando al Niño Jesús en los brazos de la Virgen, 1766, y San Juan Bautista, copia de una pintura de José de Ribera, además de algunos retratos de personajes desconocidos y del arquitecto Marcelo Fontón).
En 1789 publicó, bellamente impreso en la Imprenta Real, el compendio de sus conocimientos caligráficos con el título Reflexiones sobre la verdadera arte de escribir. En dos tomos en gran folio, el segundo dedicado a presentar las muestras de los diferentes tipos de letras por él defendidos, se encabezaba con un frontispicio dibujado por él mismo y abierto a buril por el grabador suizo Giacomo Mercoli, con un nevo autorretrato, del que el dibujo original se encuentra en el Museo del Prado, grabado por Fernando Selma. Opuesto al sistema de Palomares y su Arte nueva de escribir basada en modelos nacionales que, desde su publicación en 1776 había alcanzado gran éxito entre los maestros de primeras letras, Cotarelo le atribuye, «por envidia», la autoría del Arte de escribir por reglas y sin muestras en el que se oponía a las muestras de Palomares, volumen publicado en 1781 de forma anónima, pero atribuido a su discípulo José de Anduaga. Este, protegido del conde de Floridablanca y su asesor en materia de enseñanza primaria, habría sido a su vez quien amparase la edición de la obra de su antiguo maestro a costa del erario público y con un lujo nunca alcanzado en obras semejantes. De carácter polémico, Cotarelo y Mori, que no tiene a Servidori por buen calígrafo, la califica de «indigesta compilación, casi toda consagrada a impugnar a Palomares» y a los restantes caligrafistas antiguos españoles en alabanza de los italianos.
Dictó su testamento el 18 de abril de 1787 dejando como heredera universal a su ama, Juliana Álvarez, que en 1792 vendió a la Corona los dibujos y muestras de escritura en su poder. Falleció en Madrid, en su casa de la calle de la Bajada de Santa Cruz, 4, el 24 de agosto de 1790, a la edad de sesenta y seis años según el libro de difuntos de la iglesia de la Santa Cruz, de la que era parroquiano y en la que fue enterrado.